# SSC Napoli
Società Sportiva Calcio Napoli – włoski klub piłkarski z siedzibą w Neapolu, założony 1 sierpnia 1926, rozwiązany 30 lipca 2004 i reaktywowany 6 września 2004. Od sezonu 2007/08 występuje w Serie A. Jeden z najpopularniejszych klubów piłkarskich we Włoszech, którego legendą jest Diego Maradona.

## Historia
Chronologia nazw:
- 25.08.1926: Associazione Calcio Napoli – po reorganizacji Internaples
- 1943: Società Polisportiva Napoli
- 1945: Associazione Polisportiva Napoli
- 20.02.1947: Associazione Calcio Napoli
- 25.06.1964: Società Sportiva Calcio Napoli
- 30.07.2004: klub rozwiązano w wyniku bankructwa
- 06.09.2004: Napoli Soccer
- 24.05.2006: Società Sportiva Calcio Napoli

AC Napoli (Associazione Calcio Napoli) zostało założone 25 sierpnia 1926 na bazie klubu Internaples (utworzonego w 1922 r. z połączenia Internazionale Napoli oraz Naples FBC) i spędziło większość swojej historii grając w Serie A, często pozostając najbardziej reprezentatywnym przedstawicielem południa w, zdominowanej przez zespoły z bogatej północy, lidze. W 1964 r. klub zmienił nazwę na SSC Napoli. Ojcem sukcesów klubu z Neapolu był Diego Maradona, gwiazda reprezentacji Argentyny, sprowadzony do zespołu w 1984 r. To dzięki niemu przeciętny zespół zdobył w 1987 i 1990 mistrzostwo Włoch, zaś w 1989 r. Puchar UEFA. W 1989 r. w związku z sukcesami klubu powstała słynna piosenka Napoli Forza Napoli wykonywana wielokrotnie przez piosenkarza Nino d’Angelo przy chórze włoskich kibiców. Z odejściem Maradony w 1991 r. zespół powoli schodził z piedestału włoskiej piłki. W 1998 r. Napoli spadło do Serie B, aby ponownie powrócić do Serie A na jeden sezon w 2000 r. Kolejny spadek nie był jednak najgorszym, co przytrafiło się klubowi. Z długami przekraczającymi 70 mln euro SSC Napoli musiało ogłosić bankructwo w sierpniu 2004 r. Nowy klub, Napoli Soccer, to kontynuator tradycji zespołu, który mógł całkowicie zniknąć z piłkarskiej mapy Włoch. Dzięki inwestorom i wiernym kibicom, którzy w niesamowitych ilościach przychodzili na mecze 3. ligi, klub dostał szansę odzyskać dawną reputację. W sezonie 2005/06 zespół awansował do Serie B, a rok później awansował do najwyższej włoskiej klasy rozgrywkowej po bezbramkowym remisie z innym beniaminkiem Serie A sezonu 2007/08 – Genoa CFC. W 2012 r. po raz czwarty zdobył Puchar Włoch. W sezonie 2012/13 Napoli zajęło drugie miejsce w lidze. Królem strzelców został Urugwajczyk Edinson Cavani, który zaliczył 29 trafień. Po zakończeniu sezonu ze stanowiska trenera odszedł Walter Mazzarri, a jego miejsce zajął Hiszpan Rafael Benítez. Pod wodzą nowego trenera do klubu zostali sprowadzeni: Dries Mertens, José Reina, Gonzalo Higuaín, José Callejón, Raúl Albiol oraz Rafael Cabral. Za rekordową sumę 63 milionów euro do PSG został sprzedany najlepszy snajper drużyny Edinson Cavani. Ponadto klub opuścili dwaj doświadczeni zawodnicy: Argentyńczyk Hugo Campagnaro oraz Włoch Morgan De Sanctis. 3 maja 2014 drużyna hiszpańskiego szkoleniowca zdobyła 5 raz Puchar Włoch, wygrywając z finale z Fiorentiną 3:1. Zimą 2015 r. do klubu pozyskano za 12,5 mln euro włoskiego skrzydłowego Manolo Gabbiadiniego. Napoli po 33 latach w sezonie 2022/23 zdobyło po raz trzeci Mistrzostwo Włoch.

## Sukcesy

### Międzynarodowe
| \| \| Zdobyte trofea w rozgrywkach międzynarodowych (stan na: 18-04-2023) \| |                                                                     |      |          |
| Rozgrywki                                                                    | Osiągnięcie                                                         | Razy | Sezon(y) |
| · Liga Mistrzów · (Puchar Europy)                                            | zdobywca                                                            | 0    |          |
| · Liga Mistrzów · (Puchar Europy)                                            | finalista                                                           | 0    |          |
| · Liga Mistrzów · (Puchar Europy)                                            | ćwierćfinalista                                                     | 1    | 2022/23  |
| · Liga Europy · (Puchar UEFA)                                                | zdobywca                                                            | 1    | 1988/89  |
| · Liga Europy · (Puchar UEFA)                                                | finalista                                                           | 0    |          |
| · Puchar Zdobywców                                                           | zdobywca                                                            | 0    |          |
| · Puchar Zdobywców                                                           | finalista                                                           | 0    |          |
| · Puchar Zdobywców                                                           | połfinalista                                                        | 1    | 1976/77  |
| FIFA                                                                         | Zdobyte trofea w rozgrywkach międzynarodowych (stan na: 18-04-2023) |      |          |

### Krajowe
| \| \| Zdobyte trofea w rozgrywkach Włoch (stan na: 23 maja 2025) \| |                                                            |      |                                                                        |
| Rozgrywki                                                           | Osiągnięcie                                                | Razy | Sezon(y)                                                               |
| · Mistrzostwo                                                       | I miejsce                                                  | 4    | 1986/87, 1989/90, 2022/23, 2024/25                                     |
| · Mistrzostwo                                                       | II miejsce                                                 | 8    | 1967/68, 1974/75, 1987/88, 1988/89, 2012/13, 2015/16, 2017/18, 2018/19 |
| · Mistrzostwo                                                       | III miejsce                                                | 8    | 1933/34, 1965/66, 1970/71, 1973/74, 1985/86, 2010/11, 2013/14, 2016/17 |
| · Puchar                                                            | zdobywca                                                   | 6    | 1962, 1976, 1987, 2012, 2014, 2020                                     |
| · Puchar                                                            | finalista                                                  | 4    | 1972, 1978, 1989, 1997                                                 |
| · Superpuchar                                                       | zdobywca                                                   | 2    | 1990, 2014                                                             |
| · Superpuchar                                                       | finalista                                                  | 3    | 2012, 2020, 2023                                                       |
| II liga                                                             | I miejsce                                                  | 2    | 1945/46, 1949/50                                                       |
| II liga                                                             | II miejsce                                                 | 4    | 1961/62, 1964/65, 1999/00, 2006/07                                     |
| II liga                                                             | III miejsce                                                | 1    | 1942/43                                                                |
| Włochy                                                              | Zdobyte trofea w rozgrywkach Włoch (stan na: 23 maja 2025) |      |                                                                        |

- Coppa delle Alpi (1x): 1966
- Coppa di Lega Italo-Inglese (1x): 1976

## Trenerzy
| Lp. | Imię i nazwisko                                                | Okres urzędowania | Okres urzędowania |
| --- | -------------------------------------------------------------- | ----------------- | ----------------- |
| 1.  | Antonio Kreutzer                                               | 1926              | 1927              |
| 2.  | Komisja techniczna Ferenc Molnár Giovanni Terrile Rolf Steiger | 1927              | 1928              |
| 3.  | Otto Fischer                                                   | 1928              | 1928              |
| 4.  | Giovanni Terrile                                               | 1928              | 1929              |
| 5.  | William Garbutt                                                | 1929              | 1935              |
| 6.  | Károly Csapkay                                                 | 1935              | 1936              |
| 7.  | Angelo Mattea                                                  | 1936              | 1938              |
| 8.  | Eugen Payer                                                    | 1938              | 1939              |
| 9.  | Komisja techniczna Paolo Iodice Achille Piccini Luigi Castello | 1939              | 1939              |
| 10. | Adolfo Baloncieri                                              | 1939              | 1940              |
| 11. | Antonio Vojak                                                  | 1940              | 1943              |
| 12. | Paolo Innocenti                                                | 1943              | 1943              |
| 13. | Raffaele Sansone                                               | 1945              | 1947              |
| 14. | Giovanni Vecchina                                              | 1947              | 1948              |
| 15. | Arnaldo Sentimenti                                             | 1948              | 1948              |
| 16. | Felice Borel                                                   | 1948              | 1949              |
| 17. | Luigi de Manes                                                 | 1949              | 1949              |
| 18. | Vittorio Mosele                                                | 1949              | 1949              |
| 19. | Eraldo Monzeglio                                               | 1949              | 1956              |
| 20. | Amedeo Amadei                                                  | 1956              | 1959              |
| 21. | Annibale Frossi                                                | 1959              | 1959              |
| 22. | Amedeo Amadei                                                  | 1959              | 1961              |
| 23. | Attila Sallustro                                               | 1961              | 1961              |
| 24. | Amedeo Amadei Renato Cesarini                                  | 1962              | 1962              |
| 25. | Ladislao Kubala                                                | 1962              | 1962              |
| 26. | Fioravante Baldi                                               | 1961              | 1962              |
| 27. | Bruno Pesaola                                                  | 1962              | 1962              |
| 28. | Bruno Pesaola                                                  | 1962              | 1963              |
| 29. | Roberto Lerici                                                 | 1963              | 1964              |
| 30. | Giovanni Molino                                                | 1964              | 1964              |
| 31. | Bruno Pesaola                                                  | 1964              | 1968              |
| 32. | Giuseppe Chiappella                                            | 1968              | 1969              |
| 33. | Egidio di Costanzo                                             | 1969              | 1969              |
| 34. | Giuseppe Chiappella                                            | 1969              | 1973              |
| 35. | Luís Vinício                                                   | 1973              | 1976              |
| 36. | Alberto Delfrati Rosario Rivellino                             | 1976              | 1976              |
| 37. | Bruno Pesaola                                                  | 1976              | 1977              |
| 38. | Giovanni di Marzio                                             | 1977              | 1978              |
| 39. | Luís Vinício                                                   | 1978              | 1980              |
| 40. | Angelo Sormani                                                 | 1980              | 1980              |

| Lp. | Imię i nazwisko                 | Okres urzędowania | Okres urzędowania |
| --- | ------------------------------- | ----------------- | ----------------- |
| 41. | Rino Marchesi                   | 1980              | 1982              |
| 42. | Massimo Giacomini               | 1982              | 1982              |
| 43. | Bruno Pesaola                   | 1982              | 1983              |
| 44. | Pietro Santi                    | 1983              | 1984              |
| 45. | Rino Marchesi                   | 1984              | 1985              |
| 46. | Ottavio Bianchi                 | 1986              | 1989              |
| 47. | Alberto Bigon                   | 1989              | 1991              |
| 48. | Claudio Ranieri                 | 1991              | 1993              |
| 49. | Ottavio Bianchi                 | 1992              | 1993              |
| 50. | Marcello Lippi                  | 1993              | 1994              |
| 51. | Vincenzo Guerini                | 1994              | 1994              |
| 52. | Vujadin Boškov Jarbas Faustinho | 1994              | 1995              |
| 53. | Vujadin Boškov Aldo Sensibile   | 1995              | 1996              |
| 54. | Luigi Simoni                    | 1996              | 1997              |
| 55. | Vincenzo Montefusco             | 1997              | 1997              |
| 56. | Bortolo Mutti Carlo Mazzone     | 1997              | 1998              |
| 57. | Vincenzo Montefusco             | 1998              | 1998              |
| 58. | Renzo Ulivieri                  | 1998              | 1999              |
| 59. | Vincenzo Montefusco             | 1999              | 1999              |
| 60. | Walter Novellino                | 1999              | 2000              |
| 61. | Zdeněk Zeman                    | 2000              | 2000              |
| 62. | Emiliano Mondonico              | 2000              | 2001              |
| 63. | Luigi De Canio                  | 2001              | 2002              |
| 64. | Franco Colomba                  | 2002              | 2002              |
| 65. | Sergio Buso                     | 2002              | 2002              |
| 66. | Francesco Scoglio               | 2002              | 2003              |
| 67. | Franco Colomba                  | 2003              | 2003              |
| 68. | Andrea Agostinelli              | 2003              | 2003              |
| 69. | Luigi Simoni                    | 2003              | 2004              |
| 70. | Giampiero Ventura               | 2004              | 2005              |
| 71. | Edoardo Reja                    | 2005              | 2009              |
| 72. | Roberto Donadoni                | 2009              | 2009              |
| 73. | Walter Mazzarri                 | 2009              | 2013              |
| 74. | Rafael Benítez                  | 2013              | 2015              |
| 75. | Maurizio Sarri                  | 2015              | 2018              |
| 76. | Carlo Ancelotti                 | 2018              | 2019              |
| 77. | Gennaro Gattuso                 | 2019              | 2021              |
| 78. | Luciano Spalletti               | 2021              | 2023              |
| 79. | Rudi Garcia                     | 2023              | 2023              |
| 80. | Walter Mazzarri                 | 2021              | 2023              |
| 81. | Francesco Calzona               | 2024              | 2024              |
| 82. | Antonio Conte                   | 2024              | urzęduje          |

## Obecny skład
Stan na 4 lutego 2025
| Nr | Poz. | Piłkarz                                        |
| -- | ---- | ---------------------------------------------- |
| 1  | BR   | Alex Meret                                     |
| 4  | OB   | Alessandro Buongiorno                          |
| 5  | OB   | Juan Jesus                                     |
| 6  | PO   | Billy Gilmour                                  |
| 7  | NA   | David Neres                                    |
| 8  | PO   | Scott McTominay                                |
| 11 | NA   | Romelu Lukaku                                  |
| 12 | BR   | Claudio Turi                                   |
| 13 | OB   | Amir Rrahmani                                  |
| 14 | BR   | Nikita Contini                                 |
| 15 | NA   | Philip Billing (wypożyczony z AFC Bournemouth) |
| 16 | OB   | Rafa Marín                                     |
| 17 | OB   | Mathías Olivera                                |

| Nr | Poz. | Piłkarz                                        |
| -- | ---- | ---------------------------------------------- |
| 18 | NA   | Giovanni Simeone                               |
| 21 | NA   | Matteo Politano                                |
| 22 | OB   | Giovanni Di Lorenzo (kapitan)                  |
| 26 | NA   | Cyril Ngonge                                   |
| 29 | PO   | Luis Hasa                                      |
| 30 | OB   | Pasquale Mazzocchi                             |
| 37 | OB   | Leonardo Spinazzola                            |
| 68 | PO   | Stanislav Lobotka                              |
| 81 | NA   | Giacomo Raspadori                              |
| 96 | BR   | Simone Scuffet (wypożyczony z Cagliari Calcio) |
| 99 | PO   | André Anguissa                                 |
|    | NA   | Noah Okafor (wypożyczony z A.C. Milan)         |

### Zastrzeżone numery
| Nr | Poz. | Piłkarz                     |
| -- | ---- | --------------------------- |
| 10 | NA   | Diego Maradona (za zasługi) |

## Rywalizacja
Kibice Napoli od początku istnienia klubu nie mieli najlepszych stosunków z klubami z północnej części Włoch. Jedną z pierwszych historycznych rywalizacji były mecze z Hellasem Verona. W latach 80 klub stworzył rywalizację z Interem, Juventusem i Milanem. Do dziś Napoli tworzy zaciętą rywalizację z Interem i Hellasem Verona. Jednak Napoli prowadzi też zaciętą rywalizację z Romą. Derby te nazywane są: Derby del Sole.

## Sponsorzy
| Sezon     | Sponsorzy techniczny | Główny sponsor                        |
| --------- | -------------------- | ------------------------------------- |
| 1978–80   | Puma                 | Brak                                  |
| 1981–82   | Puma                 | Snaidero                              |
| 1981–81   | NR                   | Snaidero                              |
| 1982–83   | NR                   | Cirio                                 |
| 1983–84   | NR                   | Latte Berna                           |
| 1984–85   | Linea Time           | Cirio                                 |
| 1985–88   | NR                   | Buitoni                               |
| 1985–91   | NR                   | Mars                                  |
| 1991–94   | Umbro                | Voiello                               |
| 1994–96   | Lotto                | Record Cucine                         |
| 1996–97   | Lotto                | Centrale del Latte di Napoli          |
| 1997–99   | Nike                 | Polenghi                              |
| 1999–00   | Nike                 | Peroni                                |
| 2000–03   | Diadora              | Peroni                                |
| 2003–04   | Legea                | Russo Cicciano                        |
| 2004–06   | Kappa                | Manuale d'amore / Sky Captain / Crash |
| 2005–06   | Kappa                | Lete                                  |
| 2006–09   | Diadora              | Lete                                  |
| 2009–2011 | Macron               | Lete                                  |
| 2011–2014 | Macron               | Lete-MSC                              |
| 2014-2015 | Macron               | Lete / Pasta Garofalo                 |
| 2015-2021 | Kappa                | Lete / Garofalo / Kimbo               |
| 2021-     | EA7                  | Lete / Garofalo / Kimbo               |

## Inne
- Audace Napoli
- ASD Calcio Campania
- Dopolavoro Cirio
- Ilva Bagnolese
- Internaples
- Internapoli FC
- Internazionale Napoli
- Naples FBC
- Pro Napoli
- SS Napoli
- SSD Puteolana 1902